# درخت چوپان
درخت چوپان (به انگلیسی: Boscia albitrunca) گونه‌ای از درختان تیرهٔ کبریان و در خطر انقراض واقع در آفریقای جنوبی است. نام علمی این درخت منتسب به لویی آگوستن گیوم بوسک، دانشمند فرانسوی عصر انقلاب فرانسه است. به‌طور سنتی، مهاجران هلندی و بوئرها از ریشه‌های این درخت برای تهیه نوعی قهوه استفاده می‌کردند. درخت چوپان، درختی همیشه‌سبز و بومی آفریقا (بخش جنوبی) و مناطق گرمسیری است، که اغلب در مناطق کم‌ارتفاع، گرم، خشک و محدوده‌های آب لب‌شور قابل مشاهده است. در برخی مواقع در زمین‌های حاوی کلسیم کربنات یا زمین‌های سنگلاخ نیز مشاهده شده‌است. این درخت در زمره درختان بوته‌زاری بیابان کالاهاری و زمین‌های پست (کم ارتفاع) است،که یکی از مهم‌ترین گیاهان برای تأمین علوفه جانوران مختلف برای سرشاخه‌خواری نیز می‌باشد.
درخت چوپان تا ارتفاع ۱۰ متر (۳۳ فوت) می‌تواند رشد کند اما معمولاً بسیار کوچکتر است. تاج این درخت عامل تغذیه مهمی برای چرا و گیاه‌خواری شاخ‌درازان است. برگ‌های این درخت باریک و تا حدودی سفت هستند، که گل‌های زرد مایل به سبز نیز در میان آنها خودنمایی می‌کند. میوه‌ها روی یک ساقهٔ دراز قرار گرفته‌اند که حدود ۱۰ میلیمتر (۰٫۴ اینچ) قطر دارد و دارای پوستی شکننده و ترد با گوشتی سفید رنگ است. برخی نمونه‌هایی از این درخت که در بخش مرکزی کالاهاری یافت شدند. دارای ریشه‌هایی به عمق ۶۸ متر (۲۲۳ فوت) بودند که همین موضوع، این درخت را تبدیل به درختانی با عمیق‌ترین ریشه‌های شناخته‌شده تا به امروز نمود.

## نگارخانه

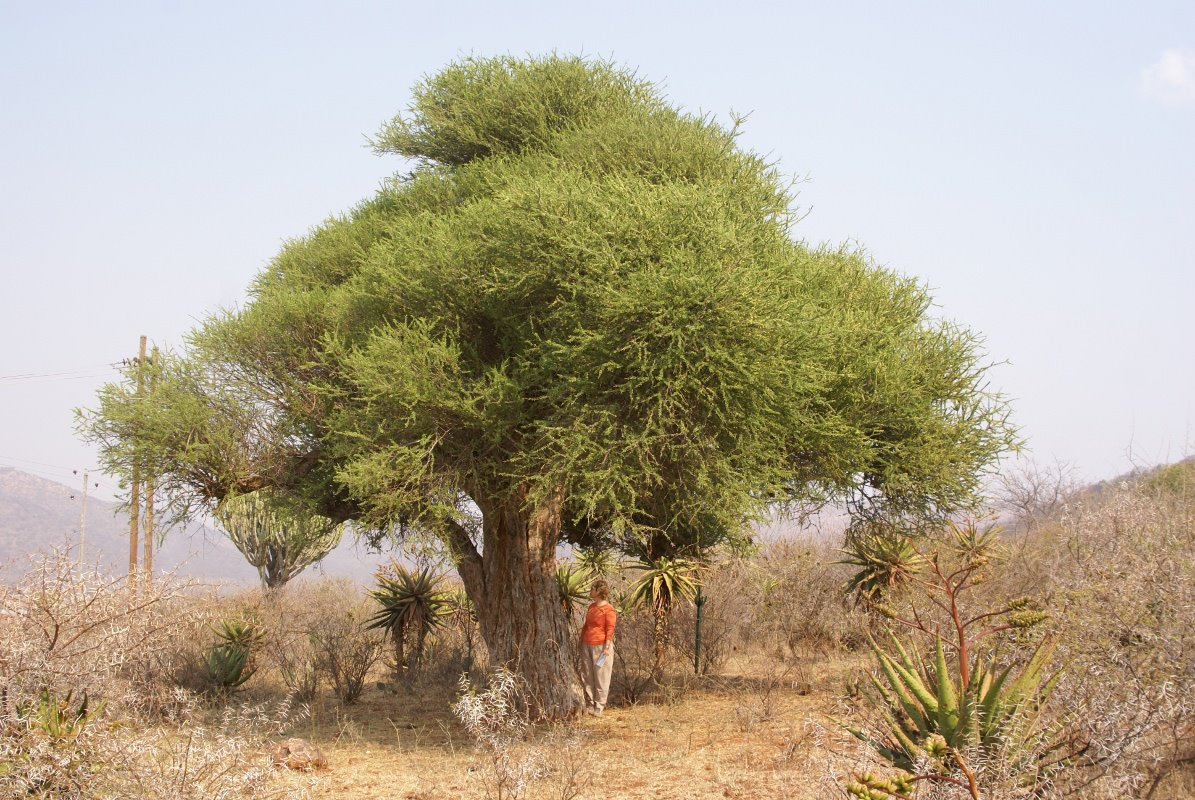
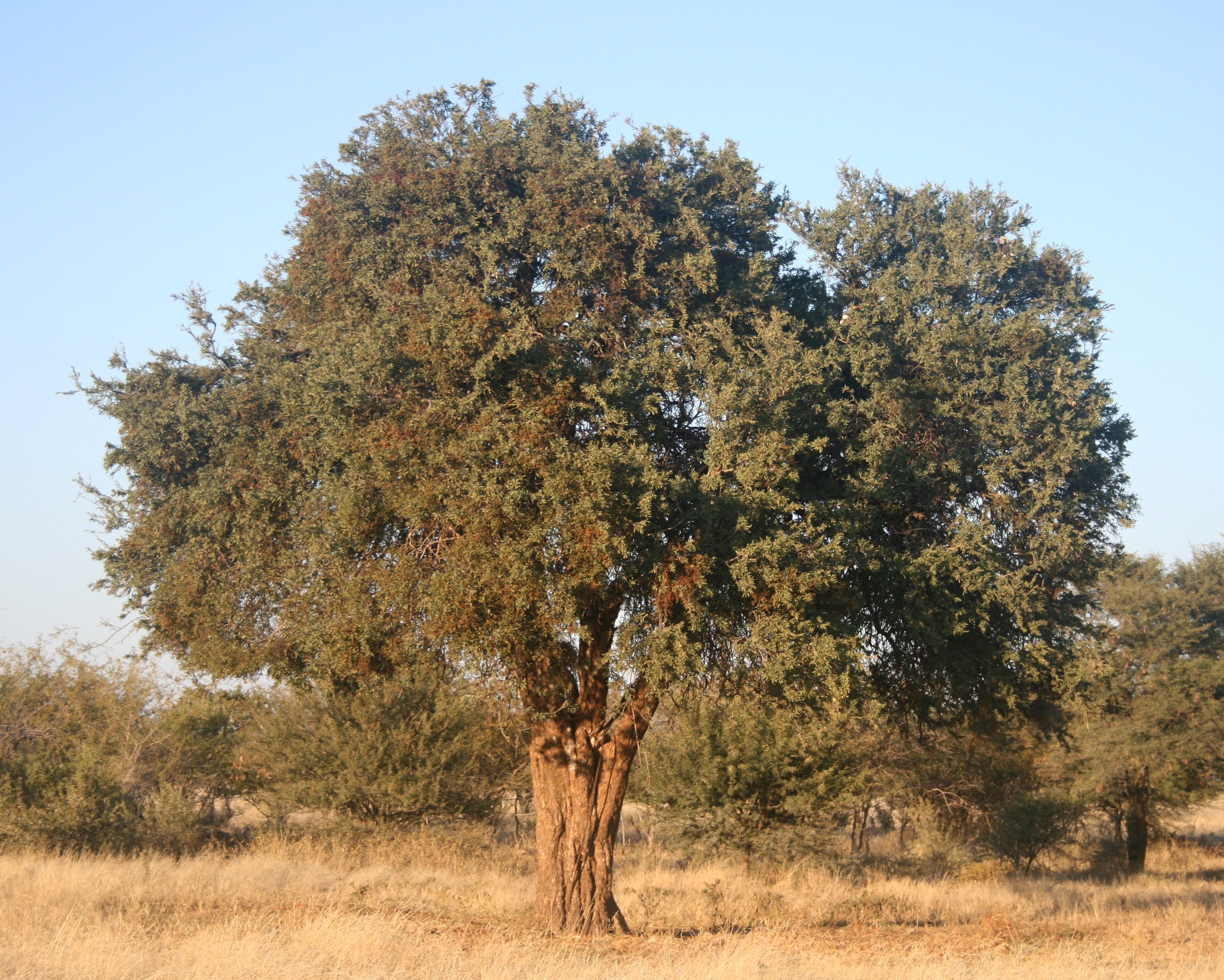
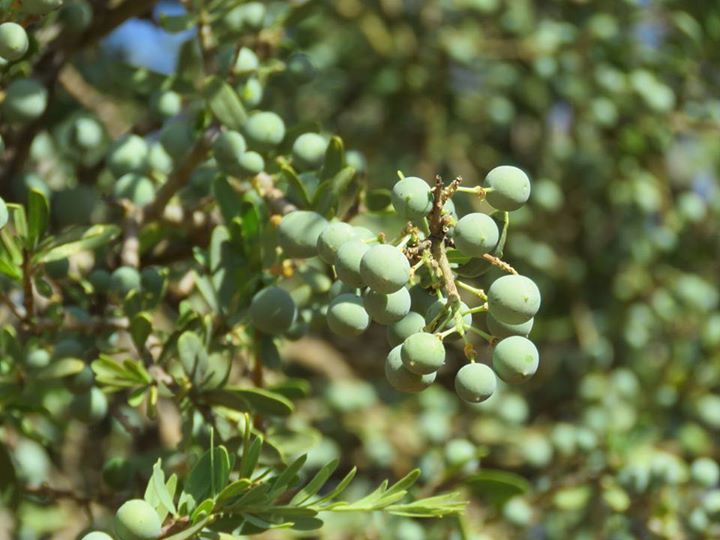
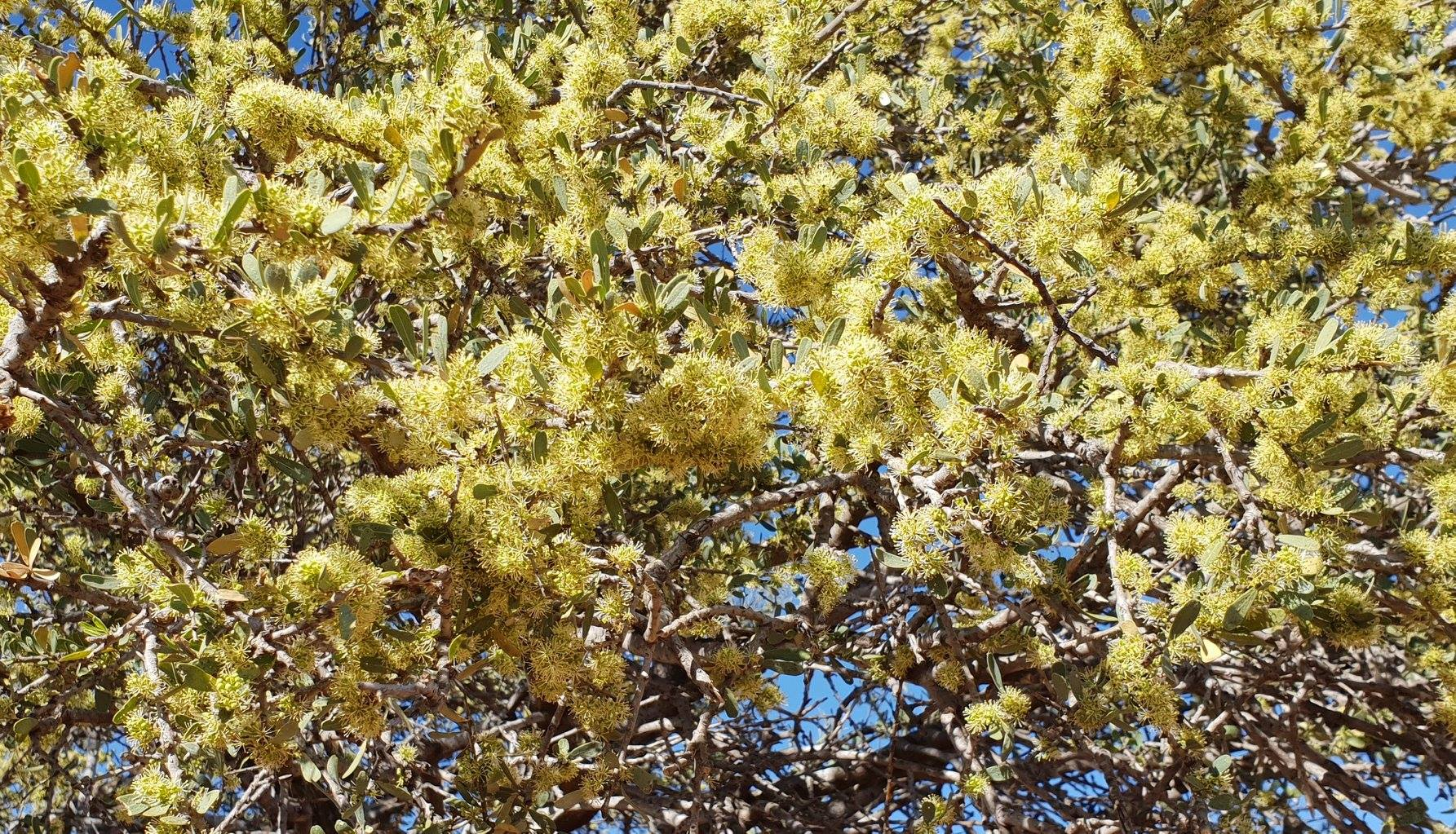
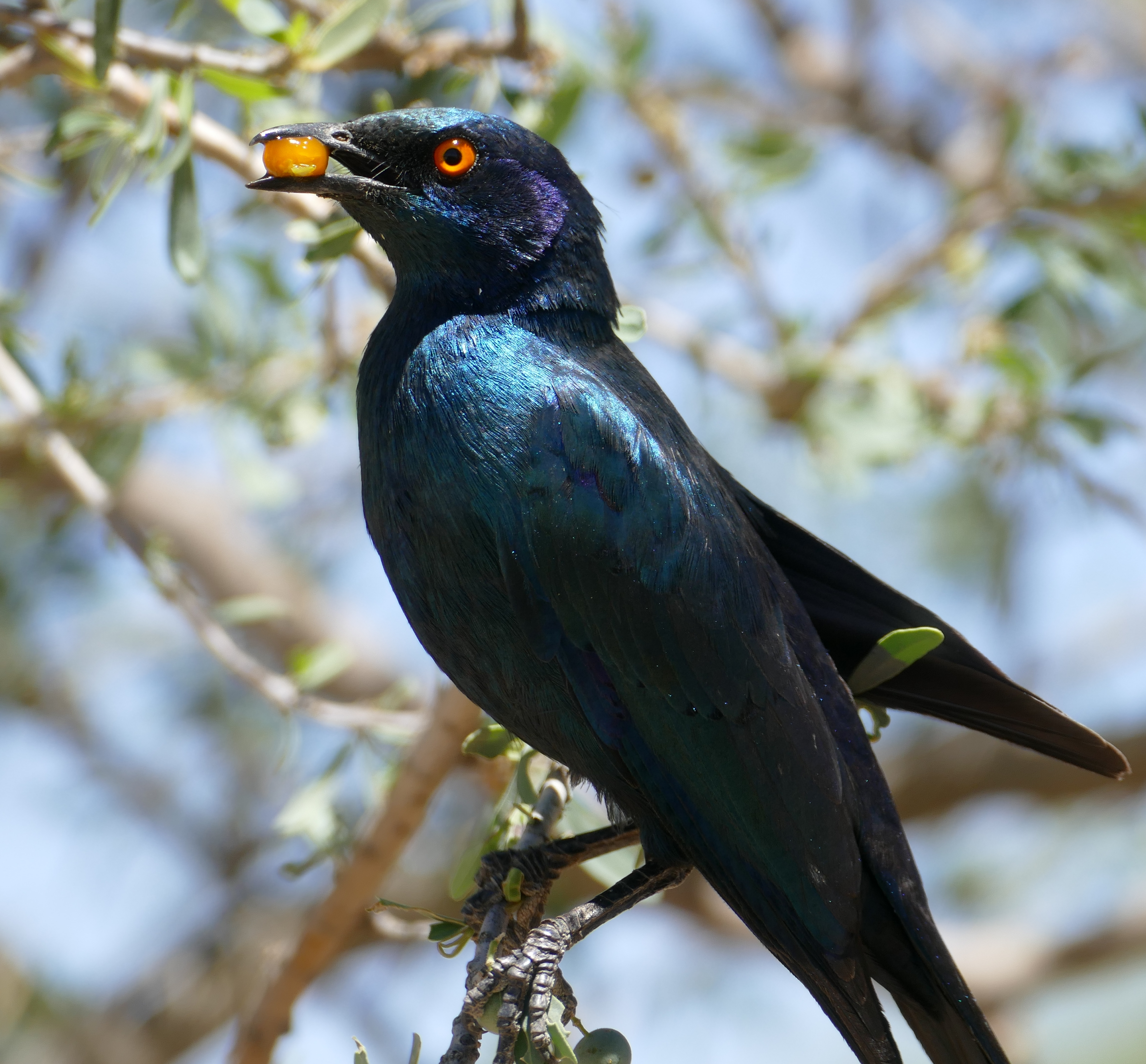